# 前340年
| 千纪： | 前1千纪 |
| 世纪： | 前5世纪 \| 前4世纪 \| 前3世纪 |
| 年代： | 前370年代 \| 前360年代 \| 前350年代 \| 前340年代 \| 前330年代 \| 前320年代 \| 前310年代                                                                                        |
| 年份： | 前345年 \| 前344年 \| 前343年 \| 前342年 \| 前341年 \| 前340年 \| 前339年 \| 前338年 \| 前337年 \| 前336年 \| 前335年                                                          |
| 纪年： | 周顯王二十九年 魯景公四年 齊威王十七年 趙肅侯十年 魏惠王三十年 韓昭侯二十三年 秦孝公二十二年 楚宣王三十年 宋剔成君三十年 衛平侯三年 燕後文公二十二年 越王無彊三年 中山成公十年 |

## 大事记
- 波斯占领古希腊罗德岛。
- 秦商鞅攻魏，雙方於吳城(今山西省平陸縣北)對峙。商鞅以政治手段欺騙公子卬前來赴會，在會中趁機俘虜公子卬，乘勢攻擊並擊敗魏軍，魏惠王懼，盡獻河西之地於秦。以安邑近秦難守，乃遷都大梁。秦孝公封商鞅商於15邑，號為商君。
- 齊、趙伐魏。
- 楚宣王薨，子楚威王商立。

## 出生
- 屈原，楚国诗人，后投汨罗江自杀(前278年逝世)。（存疑）
- 趙武靈王（前340年－前295年，年46歲），嬴姓趙氏，名雍，中國戰國中後期趙國的君主。

## 逝世
- 罗德岛的门托耳
- 楚宣王